# Emissió per efecte de camp
L' emissió per efecte de camp és l'emissió d'électrons induïda per camps electromagnètics externs. Es pot produir a partir d'una superfície sòlida o líquida, o directament a nivell d'un àtom en un medi gasós.
La teoria de l'emissió de camp a partir de metalls va ser descrita per William Alfred Fowler i Lothar Nordheim.

## Càlcul del corrent
El corrent {\displaystyle j} d'emissió d'electrons es calcula utilitzant l'equació coneguda com a equació de Fowler-Nordheim:
{\displaystyle j(E)=K_{1}{{|E|^{2}} \over \phi }\cdot e^{-K_{2}\cdot \phi ^{3 \over 2}/|E|}}

amb

| {\displaystyle E}                            | : | intensitat del camp elèctric                                |
| {\displaystyle K_{1}}, {\displaystyle K_{2}} | : | paràmetres que depenen del material i la geometria del camp |
| {\displaystyle \phi }                        | : | producte de sortida                                         |